# Keshtimez
Keshtimez är en ort i Azerbajdzjan.   Den ligger i distriktet Ağsu Rayonu, i den centrala delen av landet, 110 km väster om huvudstaden Baku. Keshtimez ligger 181 meter över havet och antalet invånare är 282.
Terrängen runt Keshtimez är kuperad åt nordost, men åt sydväst är den platt. Närmaste större samhälle är Shamakhi, 16,3 km norr om Keshtimez.
Trakten runt Keshtimez består till största delen av jordbruksmark. Runt Keshtimez är det ganska glesbefolkat, med 31 invånare per kvadratkilometer.